# Palmerín de Inglaterra
El Palmerín de Inglaterra (en portugués: Palmeirim de Inglaterra) es un libro de caballerías escrito por el portugués Francisco de Moraes (1500-1572), secretario del embajador de Portugal en París, conde de Linhares, entre 1541 y 1543. El libro posee algunos recuerdos autobiográficos del autor.
Palmerín de Inglaterra consta de dos libros, el primero dividido en 101 capítulos y el segundo en 66. La edición más antigua que se conoce es la publicada en Toledo (en 1547 el primer libro y en 1548 el segundo), con el título de «Libro del muy esforzado caballero Palmerín de Inglaterra hijo del rey don Duardos», donde se atribuye en unos versos acrósticos a un Luis Hurtado de Toledo que debía ser entonces bastante joven. En portugués, la versión impresa más antigua que se conoce es la publicada en Evora en 1567, con el título de «Crónica de Palmeirim de Inglaterra».
La traducción española es desmañada y floja, pero la versión portuguesa es un modelo de prosa y fue reimpresa en Lisboa en 1592 y 1786. Además, la obra fue traducida al francés por Jacques Vincent en 1553, y de esta lengua fue vertida al italiano por Roseo en 1553 y al inglés por Munday, 1602.
Cervantes elogió calurosamente el Palmerín de Inglaterra en el escrutinio de la biblioteca de Don Quijote, en el capítulo VI de la primera parte del Quijote, diciendo: 

...esa palma de Inglaterra se guarde y se conserve como a cosa única, y se haga para ello otra caja como la que halló Alejandro en los despojos de Darío, que la diputó para guardar en ella las obras del poeta Homero. Este libro, señor compadre, tiene autoridad por dos cosas: la una, porque él por sí es muy bueno, y la otra, porque es fama que le compuso un discreto rey de Portugal. Todas las aventuras del castillo de Miraguarda son bonísimas y de grande artificio; las razones, cortesanas y claras, que guardan y miran el decoro del que habla con mucha propriedad y entendimiento.

Cronológicamente, el libro es el cuarto del popular ciclo hispano-portugués de los Palmerines, inaugurado con Palmerín de Oliva en 1511; pero no es continuación del tercer libro (Platir, publicado en 1533), sino del segundo, Primaleón. Contrariamente a lo que era habitual en los ciclos caballerescos, sus protagonistas, Palmerín de Inglaterra y Floriano del Desierto, no son descendientes por vía masculina del primer héroe de la serie, sino por vía femenina, ya que sus progenitores son el príncipe inglés Duardos de Bretaña y su esposa Flérida, hija de Palmerín de Oliva.
La obra fue continuada en portugués por Gonçalo Coutinho en una obra en tres partes, la Crónica de Don Duardos de Bretaña, que quedó inédita, y además por Diogo Fernandez en la popular obra Duardos de Bretaña (tercera y cuarta parte de Palmerín de Inglaterra), que a su vez fue continuada por Baltazar Gonçalves Lobato en Clarisol de Bretaña (quinta y sexta parte). 
También hubo una continuación italiana, escrita por Mambrino Roseo, con el título de Tercer libro de Palmerín de Inglaterra y publicada en Venecia en 1559.